# Кузюг (приток Моломы)
Кузюг — река в Кировской области России, левый приток Моломы (бассейн Волги). Устье реки находится в 274 км по левому берегу реки Молома. Длина реки составляет 132 км.
Верхнее течение находится в Мурашинском районе, среднее и нижнее — в Опаринском. Генеральное направления течения северо-запад, затем — запад. Русло сильно извилистое, река делает 8-10 поворотов на 1 км пути
Исток реки находится на Северных Увалах возле деревни Волосница на высоте 232,0 м. Далее Кузюг огибает посёлок Безбожник, затем входит в лесной массив. В среднем течении на правом берегу находятся деревни Сергеевская Веретея, Волоковая 1-я и Волоковая 2-я, Ново-Кузюгская (Вазюкское сельское поселение) и большое число заброшенных. Впадает в Молому на высоте 121,9 м около деревни Дуванное (Стрельское сельское поселение).

## Притоки

Бассейн Вятки

- река Половиная (лв)
- река Мутница (пр)
- река Важня (пр)
- река Брякотунья (лв)
- 28 км: река Большая Речка (лв)
- 48 км: река Мельничная (лв)
- река Волоковая (пр)
- 55 км: река Гарница (лв)
- 59 км: река Боровая (лв)
- река Основка (пр)
- река Липовка (пр)
- 80 км: река Толстиха (лв)
- река Попчиха (лв)
- река Карповка (пр)
- 97 км: Митрошиха (лв)
- река Тарасовка (лв)
- 104 км: река Рогозина (пр)
- река Большая Елховка (пр)
- 114 км: река Чёрная (лв)

## Данные водного реестра
По данным государственного водного реестра России относится к Камскому бассейновому округу, водохозяйственный участок реки — Вятка от города Киров до города Котельнич, речной подбассейн реки — Вятка. Речной бассейн реки — Кама.
Код объекта в государственном водном реестре — 10010300312111100035317.